# Stade de Vanves Basket
Actualités
Le Vanves GPSO Basketball est une filiale du club omnisports français Stade de Vanves composé de 17 sections sportives en 2016 comprenant une section basket-ball. Le club est basé dans la ville de Vanves dans les Hauts-de-Seine et affilié à la Fédération française des clubs omnisports. Cette association loi de 1901 a été créée en 1941 par la réunion de 7 associations sportives de la ville et l'aide de la municipalité. Elle comprend aujourd'hui plus de 4 000 adhérents et propose plus de 20 disciplines différentes. C'est l'un des plus anciens clubs omnisports de France.

## Historique
La section basket-ball est composée de 206 adhérents pour la saison 2015-2016. Le club est affilié à la Fédération française de basket-ball. 
La section basket-ball a été créée par le président Marcel Theveny en 1942, mais prit son essor en 1961 lors de la construction d'un nouveau gymnase à Vanves.
Entre 2007 et 2019, l´équipe stagne en NM2 (4e division). Elle finit à la 6e place de la poule C lors de la saison 2015-2016.
En 2018-2019, l'équipe réalise une belle saison et termine en tête de son groupe, elle est promue en Nationale 1.
En 2019-2020, le club termine la saison à la 13e place sur 14 avec un bilan de 7 victoires pour 19 défaites. La décision de la fédération de supprimer la phase 2 du championnat profite à Vanves et permet son maintien en Nationale 1.
La saison 2020-2021 commence de belle manière, le club comptant 3 victoires lors des 6 premières journées de championnat. Cependant, l'équipe enchaine 20 défaites et termine dernière de son groupe. Bien qu'encore une fois sauvée par l'annulation des relégations sportives, les dirigeants du club demandent la rétrogradation en Nationale 2 pour faute de moyens financiers.
Depuis 2021, le Vanves GPSO évolue en Nationale 2.

## Bilan sportif

### Historique des saisons
Le club évolue au niveau national depuis 1969.
- 2006-2007 : N1 (descente)
- 2007-2008 : N2
- 2008-2009 : N2
- 2009-2010 : N2
- 2010-2011 : N2
- 2011-2012 : N2
- 2012-2013 : N2
- 2013-2014 : N2
- 2014-2015 : N2
- 2015-2016 : N2
- 2016-2017 : N2
- 2017-2018 : N2
- 2018-2019 : N2
- 2019-2020 : N1

### Palmarès
- Champion de France Nationale 4 masculine (saison 1982-1983)
- Vice champion de France National 2.

## Personnalités du club

### Entraîneurs successifs
- ? :  Paul Vittori
- ? :  Marc Vittori
- ? :  Jean-Louis Vittori
- ? :  Bruno Moffi
- ? :  Didier Mercier
- ? :  Julie Gadisseux
- ?- :  Sylvain Mousseau

### Anciens effectifs

#### 2006-2007
- Sylvio Turkovic - 2,07 m - 111 kg - Pivot
- Vincent Madengue - 1,83 m - 85 kg - Meneur/Arrière
- Vincent Dupont - 1,91 m - 90 kg - Meneur
- Don Carlisle - 2,01 m - Ailier/Intérieur
- Ahmadou Keita - 1,92 m - Ailier
- Hubert Chartier - 1,97 m - 94 kg - Ailier
- Cyril Ducloux - 2,04 m - 97 kg - Pivot
- Loïc Raymond - 2,00 m - 117 kg - Pivot
- Geoffrey Masci - 1,94 m - 86 kg - Arrière/Ailier
- Rémy Martin Peral - 1,80 m - 75 kg - Meneur
- Sébastien Jasaron - 1,96 m - 97 kg - Ailier/Intérieur
- Jonathan Amidou - 1,93 m - 87 kg - Ailier/Intérieur
- Arthur Sene - 1,92 m - 84 kg - Arrière/Ailier
- Stephen Chauvet - 1,89 m - Ailier
- Lawrence Barnes - 1,96 m - Ailier

#### 2007-2008
- Cyril Ducloux - 2,04 m - 97 kg - Pivot
- Remy Martin Peral - 1,80 m - 75 kg - Meneur
- Arthur Sene - 1,92 m - 84 kg - Arrière/Ailier
- Stephen Chauvet - 1,89 m - Ailier
- Anicet Kessely - 2,00 m - Intérieur
- Pierre-Louis Bonneau - 1,90 m - Ailier
- Mamady Macalou - 2,00 m - Ailier
- Gauthier Ofbauer - 1,80 m - Meneur
- Vincent Madengue - 1,83 m - 85 kg - Meneur/Arrière
- Mouhamadou Dibay - 1,80 m - Ailier
- Geoffroy Chognard - 1,94 m - Intérieur
- Mangdoh Serge Feckoua - 2,00 m - Intérieur

#### 2014-2015
- Thomas Breggion - 1,84 m - Meneur
- Anthony Poirier - 1,88 m - Arrière/Ailier
- Bob Menama - 2,01 m - Arrière/Ailier
- Benjamin Recoura - 1,97 m - Arrière/Ailier
- Corentin Sauzeau - 1,82 m - Meneur
- Bamba Seye - 1,98 m - Intérieur
- Charles Sibetcheu - 1,88 m - Arrière/Ailier
- Patrice Kabengele-Kala - 1,95 m - Intérieur
- Sebastien Vertus - 2,02 m - Intérieur
- Malik SIDIBE - 1,98 m - Arrière/Ailier
- Audrius Maneikis - 2,05 m - Intérieur

#### 2015-2016
- Boubacar Sylla - 2,15 m Pivot
- Antonin Galaya - 1,93 m Ailier
- Naré Famakan Keita - 1,83 m Meneur
- Arthur Sene - 1,93 m - Arrière/Ailier
- Davy Cevadille - 1,93 m Ailier
- Corentin Sauzeau - 1,82 m - Meneur
- Bamba Seye - 1,98 m - Intérieur
- Charles Sibetcheu - 1,88 m - Arrière/Ailier
- Patrice Kabengele-Kala - 1,95 m - Intérieur
- Sebastien Vertus - 2,02 m - Intérieur
- Malik Sidibe - 1,98 m - Arrière/Ailier

### Joueurs célèbres ou marquants
- Ahmadou Keita 2006-2007
- Stephen Brun 2016-2017
- Raphael Desroses 2018-2019
- Miguel Buval 2018-2019
- Bamba Seye 2009-2018

### Parrains
- Mickaël Piétrus est le parrain des Aviators[5] lors la saison 2012-2013.